# Quake III Arena
Quake III Arena (eller Q3A) er et multiplayer-actionspil, der blev udgivet d. 2. december 1999. Spillet blev udviklet af id Software og indeholdt musik, der blev komponeret af Sonic Mayhem og Front Line Assembly. Quake III Arena er det tredje spil i Quake-serien, og det var det første, der ikke indeholdt singleplayermissioner, men i stedet primært fokuserede på sin multiplayerdel.
Som med de fleste multiplayerspil af denne type, er det målet for spillerne af Q3A at slå fjendtlige spillere ihjel (det man på den internationale scene betegner at fragge), og derved score point, alt efter hvilken spiltype, der spilles. Når en spillers livstilstand (health) når nul, er spilleren slået ihjel, men kan kort tid efter fortsætte spillet med fornyet helbred, men uden våben og eventuelle bonusser, han eller hun måtte have opsamlet før. Spillet er slut, når en spiller eller et hold når et bestemt antal point, eller når tidsfristen er udløbet. Singleplayerdelen af spillet består af præcis det samme, set bort fra at der her spilles mod computerstyrede bots. Spiltyperne var i det originale spil deathmatch, holdbaseret deathmatch og capture the flag.
En udvidelsespakke ved navn Quake III: Team Arena blev af id Software udgivet i år 2000. Denne fokuserede i højere grad på holdspil ved at tilføje en række nye spiltype, våben og bonusser. Denne pakke modtod imidlertid en del kritik, da produktionens oprindelige tidsplan blev overskredet, og mange af funktionerne var i mellemtiden blevet implementeret gennem modifikationer, som spillets tilhængere havde stået for. Nogle år senere udkom Quake 3: Arena Gold, der var en samling af Quake III Arena og Team Arena i ét spil.
Den 19. august 2005, frigav id Software den komplette kildekode til Quake III Arena under softwarelicensen GNU General Public License, på samme måde som de tidligere havde gjort med deres Wold 3d-motor, Doom-motoren, Quake-motoren og Quake II-motoren. Dette betyder imidlertid ikke at hele spillet er GPL-licenseret; spillets grafikteksturer og øvrige data blev ikke frigivet.

## Sammenligning med Unreal Tournament
Quake III Arena var den direkte konkurrent til Epic Games' Unreal Tournament, der blev udgivet 10 dage tidligere. Begge spil var multiplayerorienterede opfølgere til producenternes tidligere succesfulde singleplayerspil, og af samme grund sammenlignede flere de to spil. Mens Unreal Tournament havde overlegne bots, et mere varieret våbenarsenal og flere multiplayerspiltyper, blev Quake III Arena hyldet for overlegen grafik. Både UT og Q3A blev mål for spilmodifikationsprogrammører.

## Andre versioner

### Dreamcast
Quake III Arena blev udgivet til Sega Dreamcast i 2001 og understøttede bl.a. muligheden for at spille 4 personer sammen online mod andre Dreamcast- og PC-spillere. Denne udgivelse betragtes af mange som den mest vellykkede overførsel af et PC-spil til en konsol på grund af den høje grafikopdateringsfrekvens, der fik spillet til at køre mere flydende, samt den omtalte online-del. Før Activision kunne nå at udgive den "officielle" banepakke, blev en "hacket" kopi af alle Dreamcast-baner udgivet. Denne pakke indeholdt alle baner, der blev lavet specielt til Dreamcastens split-screen, og det havde aldrig været producentens hensigt, at disse skulle udgives. Da den "officielle" pakke blev udgivet, blev de øvrige banepakker sværere at finde. PC-spillerne blev desuden tvunget til at nedgradere deres installation til version 1.16n, hvis de ville spille sammen med Dreamcast-spillere, men de omtalte baner ville dog også virke på den endelige 1.32-version.

### PlayStation 2
Quake III Revolution blev udgivet til Sony PlayStation 2 i 2001 og indeholdt adskillige elementer fra det oprindelige spils udvidelsespakke Team Arena. Spillet var ingen succes i forhold til Dreamcast-versionen på grund af mangelen på en online-del, og fordi hardwaren i PlayStation 2 ikke var i stand til at håndtere kampsituationer så flydende.

### Xbox 360
På en ESRB liste blev det annonceret af Quake III: Team Arena ville blive udviklet af Pi Studios til Xbox 360.
Officielt blev 360 versionen annonceret til QuakeCon 2007 og vil kunne købes gennem Xbox Live Arcade.

### Quake Live
Quake Zero, spillets arbejdstitel, blev annonceret til QuakeCon d. 3 august 2007. Spillet vil være baseret på en opdateret version af Quake 3 enginen, og vil blive distribueret som et gratis download spil. D. 20 februar 2008 annoncerede id Software at Quake Zero vil blive udgivet under navnet Quake Live. Der er hidtil kun annonceret 2 screenshots af spillet, som afsløre at spillet vil blive en næsten direkte klon af Quake III Arena.

### Quake Arena DS
D. 4. august 2007 annoncerede John Carmack til QuakeCon er der vil komme et officielt port af Quake 3 til Nintendo DS konsollen. Touch skærmen på DS'en vil ikke blive udnyttet i samme stil som i Metroid Prime Hunters for eksempel, men Carmack siger at han vil stræbe efter at alt aim'ing i spillet foregår via D-pad'en.

## Gameplay

### Spiltyper
Med Q3A fik spillerne mulighed for at spille en række forskellige spiltyper. Disse var i det originale spil:
- Free for all (Deathmatch)
- Holdbaseret Deathmatch
- Tourney (1 mod 1)
- Capture the flag

Siden sin udgivelse, er adskillige andre spiltyper blevet lavet.

### Singleplayer
I modsætning til sine forgængere, var der i Q3A ingen plotbaseret singleplayerkampagne. I stedet blev multiplayeroplevelsen forsøgt gengivet ved hjælp af computerkontrollerede spillere kaldet "bots". I manualens 'how to play'-afsnit blev spillets regler reduceret til en enkelt instruktion: "Dræb alt der ikke er dig".
På trods af at plottet i spillet er relativ tyndt ("tidens største krigere kæmper mod hinanden i Arena Eternal for arena-herrernes underholdnings skyld), er kontinuiteten i forhold til Quake-serien og sågar Doom-serien vedligeholdt, idet personer fra disse tidligere spil, såvel som biografisk information om hver eneste person, er inkluderet i manualen, og banernes arkitektur er den velkendte blanding af gotiske og teknologiske elementer. På samme måde er også andre af tidligere spils kendte elementer viderebragt; Quad Damage-bonussen, den vidt brugte Rocket Launcher (et raketstyr), og den kraftfylde BFG.

### Multiplayer
Quake III Arena blev designet specielt for multiplayer. Dette betyder at spillet tillader spillere, hvis computere er forbundet på et lokalt netværk eller gennem Internettet, at spille mod hinanden. Spillet bruger en klient-server-arkitektur, der kræver, at spiller forbinder sig til én server. Q3As fokus på multiplayer var skyld i at større grupper mennesker samledes i grupper, af hvilke nogle stadig er aktive den dag i dag.

## Våben
I Quake III er våbnene designet således, at der ikke i samme grad som tidligere spil, er ét dominerende våben. Denne balance mellem våbnene opnåedes ved undersøgelse af spilseriens tidligere spil, Quake og Quake II. Eksempelvis var den originale Rocket Launcher fra Quake så effektiv, at den dominerede deathmatch-spil, mens det omvendte var tilfældet for Quake II, hvor de fleste andre våben var mere anvendelige; I Quake III er dette våben både underholdende og effektivt, men ikke altdominerende og i mange situationer er andre alternativer at foretrække. Her følger en liste over de våben, der var at finde i den oprindelige version, med de oprindelige engelske navne:
GauntletDette våben er et af de to man som spiller typisk starter med. Det er beregnet til nærkamp og er det eneste af spillets våben, der ikke affyrer projektiler. En spiller der rammes af Gauntletten påføres 50 skadeenheder (man starter spillet med 125). Dræber man en modspiller med en gauntlet får morderen en medalje og offeret en "humaliation" (på dansk, ydmygelse).
MachinegunMaskingeværet er det andet våben, man starter med. Våbenets projektiler rammer i det øjeblik de affyres, og påfører 7 skade pr. fuldtræffer (5 i holdspil). Grundet våbenets høje affyringsfrekvens giver det en hurtig måde at påføre små mængder skade, men da kuglerne har en mindre spredning, er det typisk kun optimalt i situationer, hvor man ønsker at gøre det af med en modstander, der i forvejen har modtaget meget skade.
ShotgunDette haglgevær bruges typisk også i nærkamp, da projektilernes store spredning gør det ubrugeligt på afstand. Geværet affyrer 11 kugler, der hver gør 10 skade, så en koncentreret salve kan dræbe en spiller, der ikke er i besiddelse af rustning. Som maskingeværet påføres skaden på samme tid som våbenet bruges. Våbenet findes i stort set alle baner.
Grenade LauncherGranatkasteren affyrer granater der detonerer, enten ved kontakt med en anden spiller, eller 2,5 sekunder efter at være blevet afskudt. Granaterne vil imidlertid ikke detonere som et resultat af kontakt med personen, der fyrede dem af, og vil på samme måde passere gennem spilleren, skulle han være i granatens bane. Sammenlignet med raketstyret affyrer den projektiler hurtigere, men da granaterne modsat spillets øvrige våben påvirkes af tyngdekraften, er det sværere at uddele den samme mængde skade, som man ville kunne med raketterne. Rammer man en spiller lige på, tager denne 110 skade, men vil ligeledes tage skade, hvis blot han eller hun er i nærheden af granatens eksplosion.
Rocket LauncherRaketstyret er et af spillets mest brugte våben, idet det er let at bruge og kan gøre en del skade uden et perfekt sigte, da raketterne, som granaterne, også påfører modspillere skade, bare de er nær eksplosionerne. Af samme grund opfordres spillerne i højere grad til at sigte mod jorden i stedet for at sigte direkte på modstanderen. Dette kan imidlertid let blive et tveægget sværd på nært hold, da også spilleren der affyrer raketten vil tage skade ved eksplosionen og dermed kan risikere at slå sig selv ihjel. Våbenet kan også bruges til de såkaldte rocket jumps (direkte oversat, rakethop), der tillader spilleren at nå væsentlig højere end ved et almindeligt hop. Rammer man en modstander direkte tager denne 100 skade, og raketstyret kan som haglgeværet findes i langt de fleste baner.
Lightning GunDette våben minder meget om maskingeværet, med den undtagelse at det i stedet for kugler affyrer en elektrisk stråle, der gør væsentligt mere skade. Ulempen ved våbenet er, at det kun rækker en bestemt radius, men på tæt hold kan det dræbe en ellers kampdygtig modstander på sekunder uden at udsætte våbenets ejer for større risici.
RailgunDenne elektomagnetiske kanon bruges fortrinsvis på større afstande. Det rammer lige præcis, hvor spilleren sigter, gør 100 skade, men kan kun bruges en gang hvert andet sekund. Våbenet findes i mange større baner med åbne områder.
Plasma GunPlasmageværet er et effektivt våben på nært og mellemlangt hold. Det affyrer hurtigt en strøm af dræbende plasmakugler, der hver gør væsentlig mere skade en maskingeværets kugler (20 pr. kugle). I modsætning til maskingeværet rammer den imidlertid ikke idet der affyres. Plasmageværet kan som granatkasteren og raketstyret bruges til at gøre indirekte skade ved at skyde i nærheden af modstanderen, men er ikke så effektiv til formålet som disse. Den kan som raketstyret bruges til at nå utradtionelle områder ved en teknik kaldet plasmaclimbing, der i princippet går ud på, at man skyder mod en væg og således bevæger sig vertikalt. Dette er dog både langsommere og sværere end med raketstyret.
BFG10KHvis man kan tale om et ultimativt våben i spillet, vil de fleste påstå at dette er det. Våbenet afskyder hurtigtbevægende plasmaprojektiler ved en frekvens på omkring 5 pr. sekund, der alle påfører skade, der er sammenligneligt med raketstyrets. Projektilerne bevæger sig hurtigere end raketstyrets og har således ikke meget til fælles med våbnene af samme navn (der i tidligere spil er forklaret som en forkortelse af "Big freaking gun") fra id Software øvrige spil.